# Schloss Marienburg (Ichtershausen)

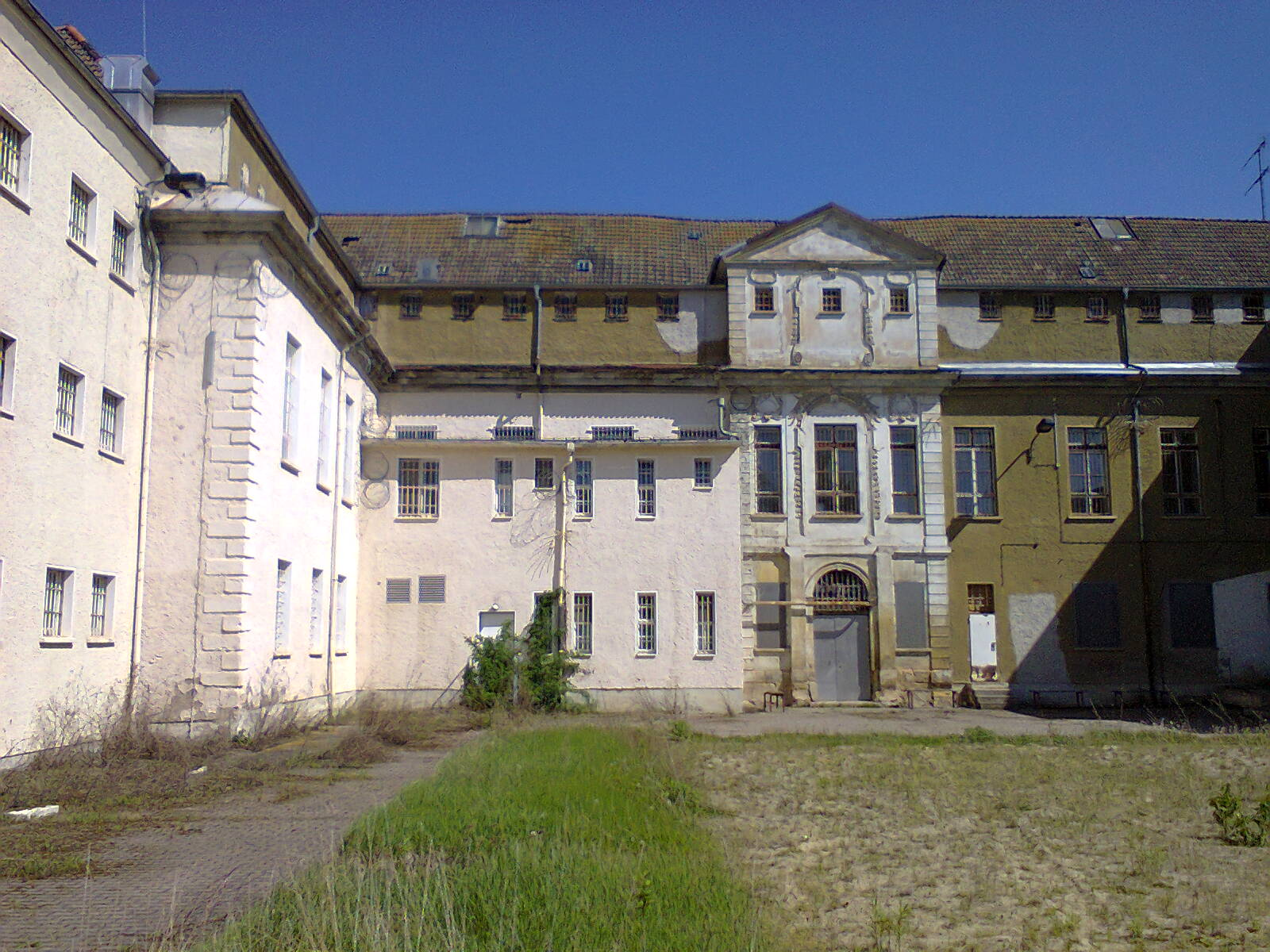
Fassade von Schloss Marienburg

Das Schloss Marienburg, auch Neues Schloss genannt, ist eine barocke Schlossanlage im Ortsteil Ichtershausen der Gemeinde Amt Wachsenburg im thüringischen Ilm-Kreis.

## Geschichte

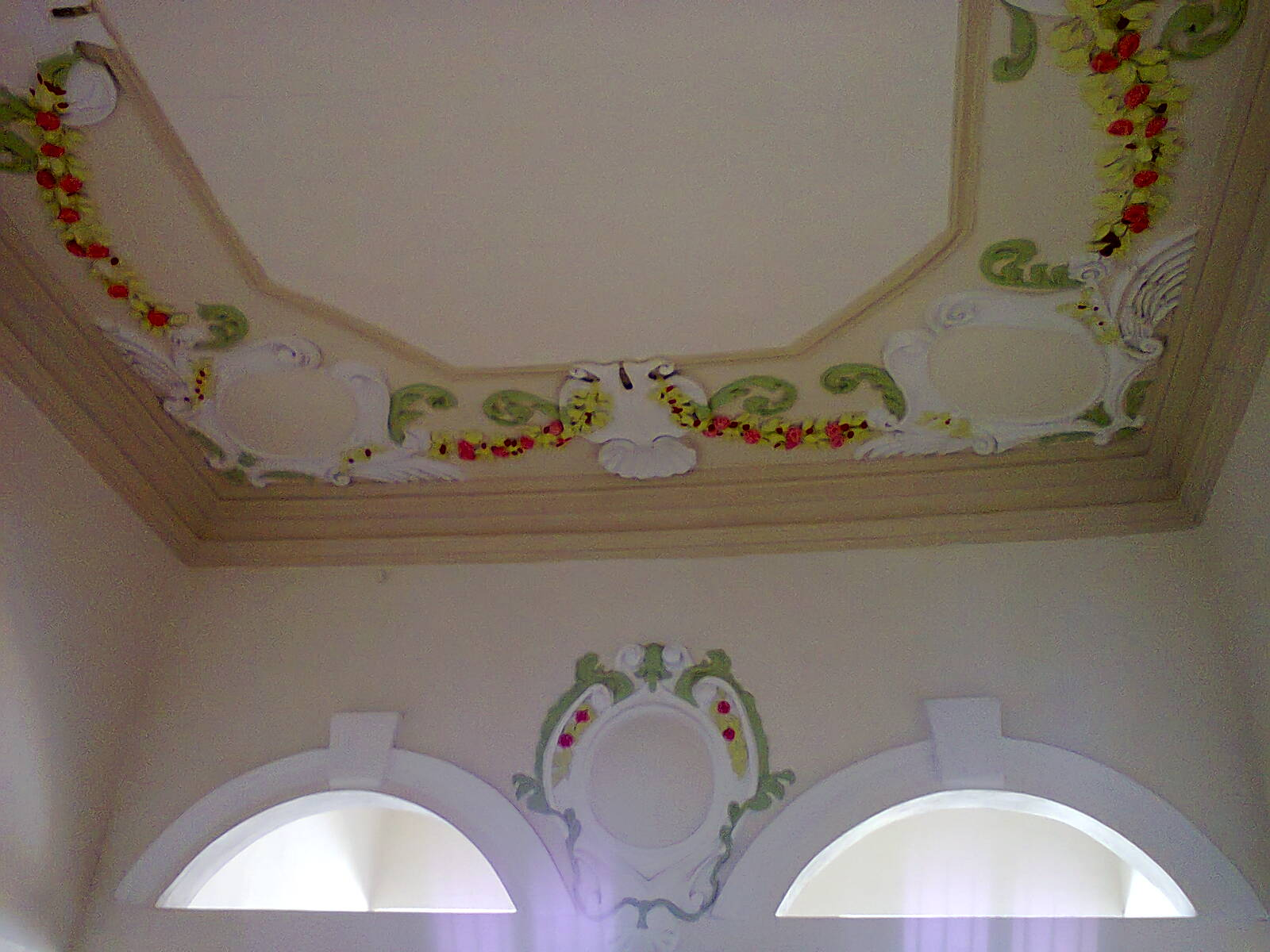
Plafond im ehemaligen Schloss

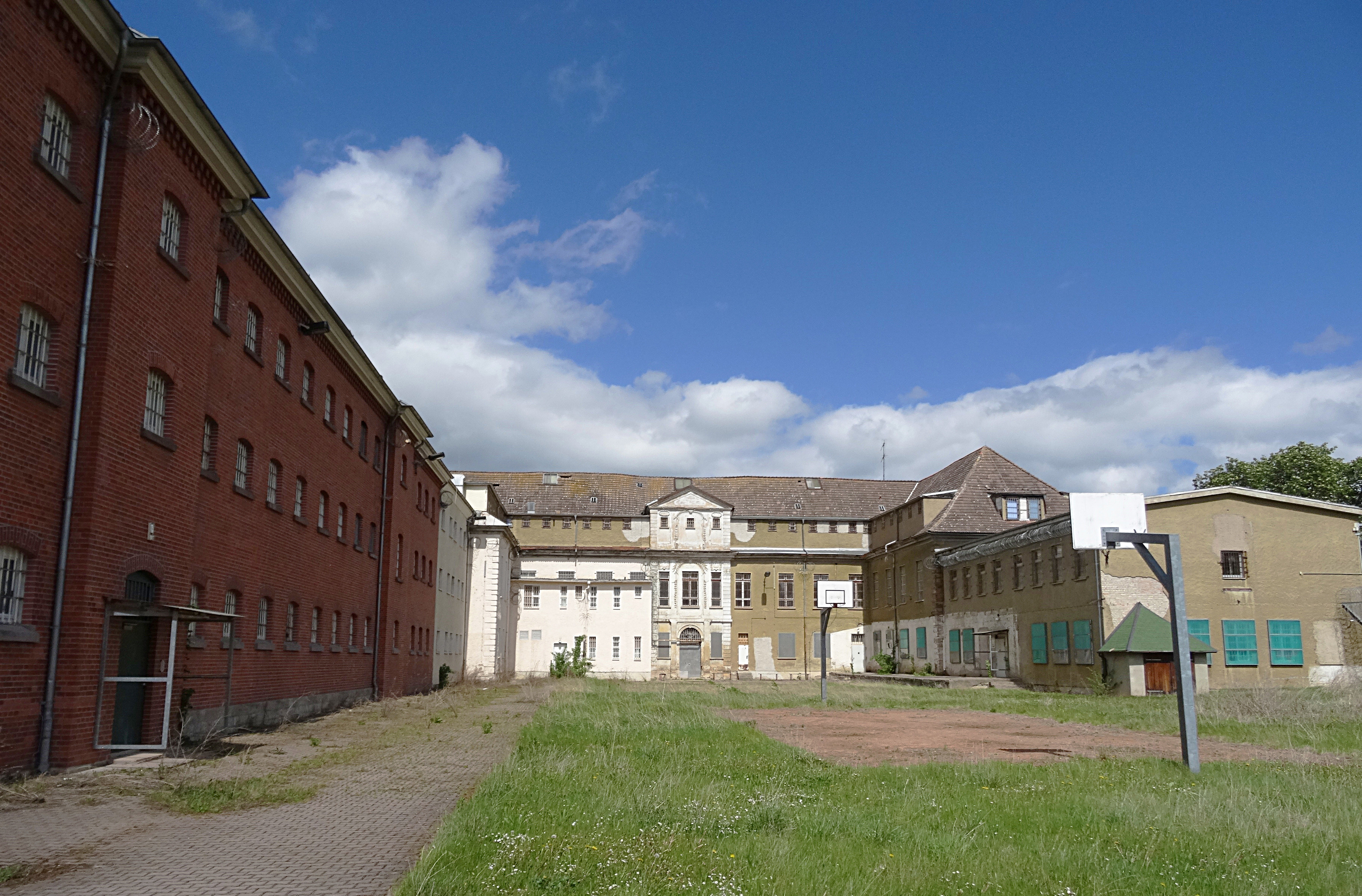
Schloss mit Gefängnistrakt

Die Gebäude des Schlosses Marienburg können auf eine 900 Jahre alte Geschichte verweisen. Sie wurden als Kloster Ichtershausen begründet und nach der Reformation zum Amtsschloss umfunktioniert. 
Nachdem Herzog Ernst I. von Sachsen-Gotha sein Land seinen sieben Söhnen hinterlassen hatte, zogen diese 1676 in ihre jeweiligen Teilfürstentümer („Mutschierungen“), wodurch der Dritte, Bernhard, nach Ichtershausen kam. Da die Amtsgebäude im alten Kloster seinen Repräsentationsbedürfnissen nicht entsprachen, begann er auf der Südseite der Ortschaft auf dem Klosterareal im Sommer 1677 mit einem Neubau. Diesen benannte er nach seiner Frau Marie Hedwig von Hessen-Darmstadt „Schloss Marienburg“. Dadurch entstand ein geräumiger Schlosshof, der im Süden von der Marienburg und im Norden von den drei Flügeln des alten Klosterschlosses begrenzt wurde. Ein Wirtschaftshof war vorgelagert. Die Dreiflügelanlage mit kurzen Stummelflügeln öffnete sich nicht zur Hofseite, sondern zum Park hin, in den Herzog Bernhard einen Kanal aus der eigens dafür begradigten und aufgestauten Gera legen ließ. Die Sakristei der Klosterkirche ließ er zur Gruft umbauen, wo drei seiner Kinder beigesetzt wurden. Herzogin Marie starb nach der Geburt des jüngsten Sohnes 1680. 
Im selben Jahr führte der „Gothaer Hauptrezess“ zu einer Landesaufteilung, bei der Bernhard das Fürstentum Sachsen-Meiningen erhielt. Daher bestimmte er nun Meiningen zu seiner Residenz und begann dort umgehend mit einem weiteren Schlossbau, dem Schloss Elisabethenburg, das er nach seiner im folgenden Jahr geehelichten zweiten Gemahlin benannte. Das Schloss Marienburg fiel bei der Teilung an seinen ältesten Bruder Friedrich I. von Sachsen-Gotha-Altenburg, der den Schlossbau aber nicht weiterführte, im Gegensatz zu dem von ihm selbst begonnenen Schloss Friedrichswerth (sowie den von weiteren Brüdern zeitgleich errichteten Schlössern Saalfeld und Eisenberg).
Die Bauruine wurde erst in den Jahren 1710–1715 durch den Sohn Friedrich II. zu einem Lustschloss umgebaut und vollendet. Die Arbeiten erfolgten unter der Leitung des Landbaumeisters Johann Erhard Straßburger. Dabei wurde das geplante dritte Geschoss, welches ein Holzmodell noch zeigt, das sich im Schloss Friedenstein befindet, nicht mehr errichtet. Auch die geplanten Schweif- und Rollwerkgiebel auf den beiden kurzen Seitenflügeln kamen nicht zur Ausführung, dafür wurde ein barocker Mittelrisalit mit rustizierten Lisenen und Dreiecksgiebel errichtet. Im Giebel ist das herzogliche Wappen angebracht. 
1877 wurde das Schloss zum Gefängnis umfunktioniert und noch bis zum Sommer 2014 als Jugendstrafanstalt für 200 Jugendliche betrieben. Dadurch sind große Teile der Ausstattung und alle Gartenanlagen verlorengegangen. Auch wurden die drei Flügel aufgestockt und damit die Proportion des Barockbaues verdorben. Angebaute Neubautrakte trugen zur weiteren Veränderung bei. 
Nun soll die drei Hektar große Anlage unter Einbindung der denkmalgeschützten Bausubstanz zu einem integrativen und generationsübergreifenden Wohn- und Lebensprojekt umgestaltet werden.